# Harbledown
Harbledown est une localité du comté du Kent, en Angleterre.

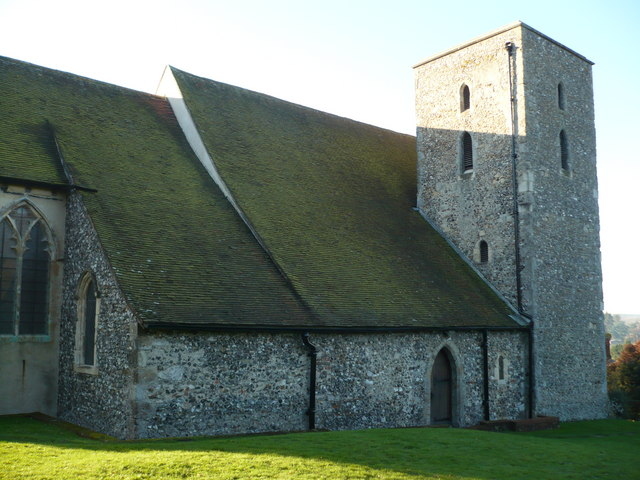
Église St-Nicholas
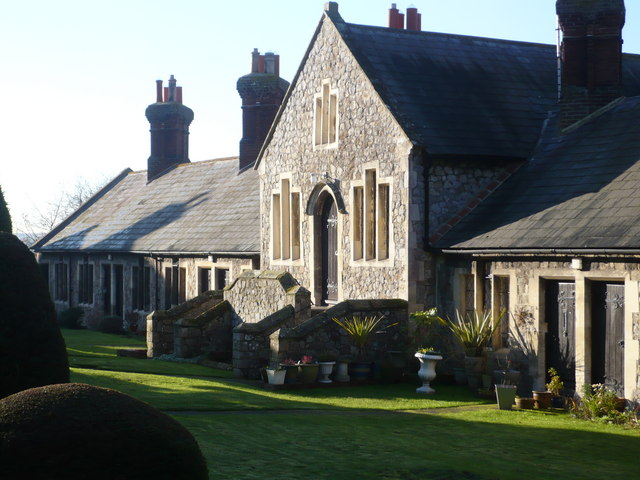
Aumôneries de l'hôpital St-Nicholas
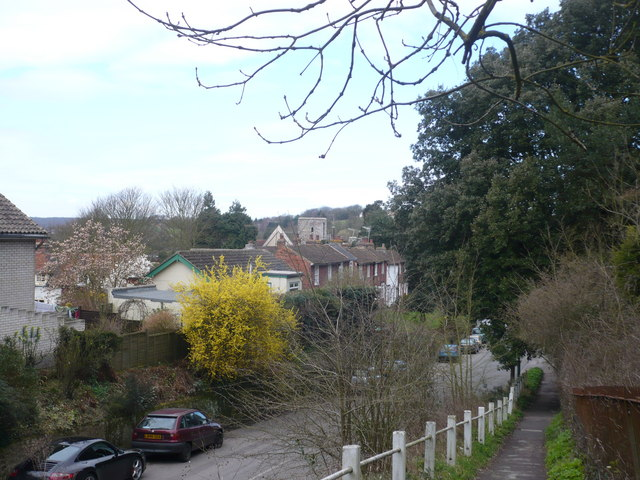
Church Hill
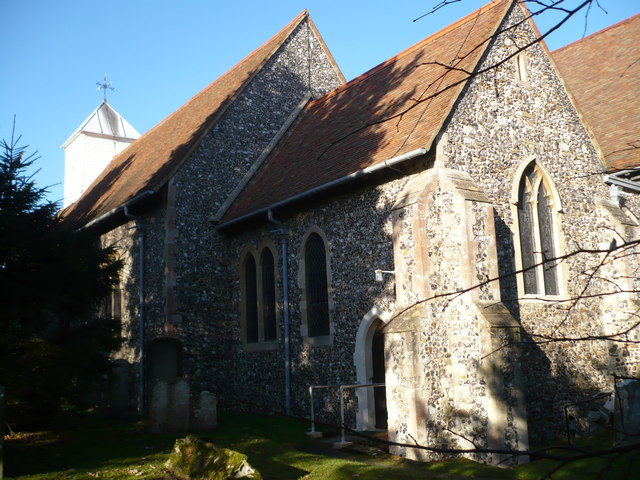
Église St Michael & All Angels